# 1534

## Události
- Jindřich VIII. vydává zákon o svrchovanosti, čímž se stává hlavou anglické církve
- 15. srpna – Ignác z Loyoly zakládá jezuitský řád
- Francouz Jacques Cartier zahajuje průzkum Kanady

## Narození
Česko
- ? – Vilém Prusinovský z Víckova, olomoucký biskup († 16. června 1572)
- ? – Kateřina Brunšvická, první manželka Viléma z Rožmberka († 10. května 1559)

Svět
- 19. března – José de Anchieta, španělský kněz a světec († 9. června 1597)
- 2. listopadu – Eleonora Habsburská, dcera císaře Ferdinanda I. († 5. srpna 1594)
- 23. června – Nobunaga Oda, daimjó († 21. června 1582)
- 1. července – Frederik II. Dánský, dánský a norský král († 4. dubna 1588)
- ? – Fernando de Herrera, španělský básník († 1597)
- ? – Volcher Coiter, holandský anatom († 2. června 1576)
- ? – García Loaysa y Girón, arcibiskup toledský († 22. února 1599)

## Úmrtí
Česko
- 13. ledna – Kryštof I. ze Švamberka, český šlechtic (* mezi 1475–1489?)

- 17. března – Vojtěch z Pernštejna, nejvyšší hofmistr Království českého (* 4. dubna 1490)

Svět
- 5. března – Antonio Allegri da Correggio, italský renesanční malíř (* srpen 1489)
- 19. března – Ayşe Hafsa Sultan, vdova po osmanském sultánu Selimovi I. a matka sultána Sulejmana I. (* 5. prosince 1479)
- 10. srpna – Tommaso de Vio, italský filozof, teolog, kardinál (* 20. února 1469)
- 21. srpna – Philippe Villiers de L'Isle-Adam, francouzský šlechtic a voják, velmistr johanitů (* 1464)
- 25. září – Klement VII., papež (* 26. května 1478)
- 27. prosince – Antonio da Sangallo starší, italský renesanční architekt (* asi 1455)
- ? – Antonio Pigafetta, italský mořeplavec (* 1491)
- ? – Linhart I. z Lichtenštejna, moravský šlechtic (* 1482)

## Hlavy států
- České království – Ferdinand I.
- Svatá říše římská – Karel V.
- Papež – Klement VII. – Pavel III.
- Anglické království – Jindřich VIII. Tudor
- Francouzské království – František I.
- Polské království – Zikmund I. Starý
- Uherské království – Ferdinand I.] – Jan Zápolský
- Španělské království – Karel V.
- Burgundské vévodství – Karel V.
- Osmanská říše – Sulejman I.
- Perská říše – Tahmásp I.
- Trevírské arcibiskupství-kurfiřtství – Jan z Metzenhausenu
- Mohučské arcibiskupství-kurfiřtství – Albert z Mohuče
- Řezenské biskupství-knížectví – Jan III. Falcký
- Braniborské markrabství – Jachym I. Nestor